# 1416

سنة 1416 كانت سنة كبيسة تبدأ يوم الأربعاء (سوف يظهر الرابط التقويم الكامل للعام) حسب التقويم اليولياني.

## أحداث
- 27 يناير - جمهورية راغوزا تصبح أول دولة في أوروبا تحظر العبودية.

## مواليد
- بييرو ديلا فرانشيسكا

## وفيات
- فرناندو الأول ملك أراغون